# Sikorsky R-4

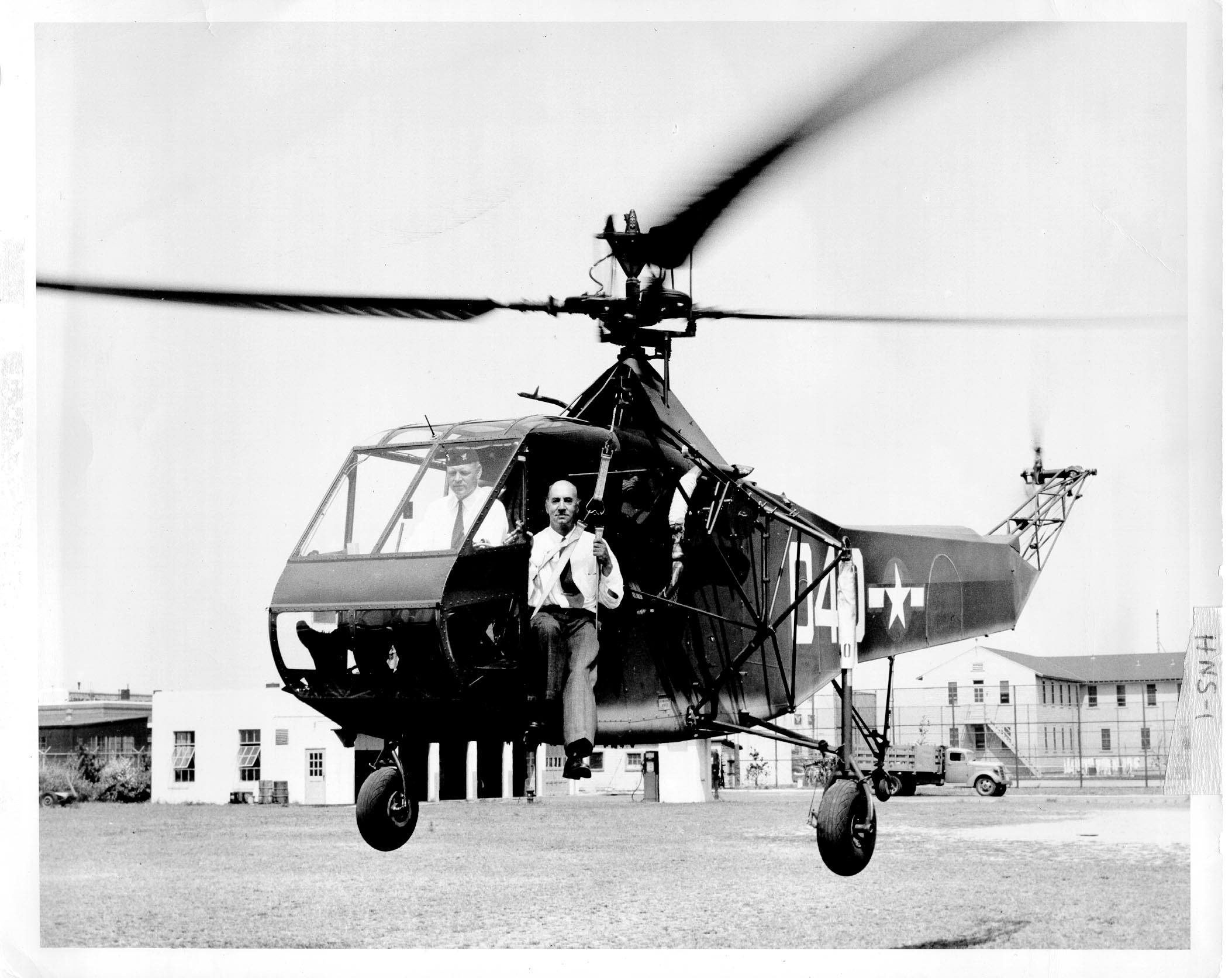
Frank Erickson, comandante da Guarda Costeira dos Estados Unidos e Igor Sikorsky, num R-4 em 1944.

O Sikorsky R-4 foi um dos primeiros helicópteros e o primeiro a ser produzido em larga escala. Foi projetado por Igor Sikorsky em 1942, e produzido no mesmo ano para a Força Aérea Americana, e mais tarde foi utilizado também pela RAF e pela Marinha Real.

## Desenvolvimento
O VS-316 foi desenvolvido a partir do famoso helicóptero experimental VS-300, inventado por Igor Sikorsky, que o demonstrou publicamente em 1940. O VS-316 foi designado XR-4.
O XR-4 fez seu voo inicial em 13 de Janeiro de 1942 e foi aceito pelo Exército em 30 de maio de 1942. O XR-4 completou 761 milhas (1.225 km) em voo de Connecticut para Ohio, em uma altitude de 12.000 pés (3.700m), 100 horas de serviço em voo sem nenhum incidente grave e uma velocidade no ar de aproximadamente 90 mph (140 km/h). Nos anos 1940 e 1950, modelos foram equipados com flutuadores convertendo-se em helicópteros anfíbios. 
Na USAF, era designado "Rotorcraft", e na RAF era "Hoverfly".

## Operadores
Estados Unidos
- Força Aérea Americana (USAF)
- Guarda Costeira Americana (USCG)
- Marinha Americana (USN)

 Reino Unido
- Força Aérea Real (RAF)
- Marinha Real Britânica

## Sucessão
Ao passar dos anos, o R-4 foi sendo substituído pelo seu sucessor, o R-6, que tinha melhor autonomia de voo, além de uma melhor fuselagem. O R-4 ficou até os anos 1960 em serviço na RAF, quando foi aposentado em 1966.

## Sobreviventes
Reino Unido
- Hoverfly Mk.1, KL110 (pintado como KK995) na Royal Air Force Museum. Fornecido sob Lend-Lease, que chegou na Grã-Bretanha em fevereiro de 1945. Ele voou com a RAF, depois, a Marinha Real, até 1951. Foi usado pelo College of Aeronautics, Cranfield, até que foi apresentado ao museu RAF em 1966.

Estados Unidos
- XR-4C protótipo, do Museu Smithsonian Steven F. Udvar-Hazy Center.
- R-4B (s / n 43-46506) está em exibição no Museu Nacional da Força Aérea dos Estados Unidos em Wright-Patterson, perto de Dayton, Ohio. Foi doado pela Universidade de Illinois, em 1967.
- R4-B, número de série 43-46503, está em exibição no Museu do Ar New England, localizado próximo ao Aeroporto Internacional de Bradley, em Windsor Locks, CT.
- Museu Nacional da Aviação Naval em Pensacola, Florida. Exposição é um Hoverfly HNS-1 (Bureau Número 39047) - Na exposição estática interior em marcações da Guarda Costeira.
- Museu da Aviação do Exército em Fort Rucker, Alabama. US Army R-4B Hoverfly (Número de série 43-46592) e R-6A Hoverfly II (Número de série 43-45473) em exibição estática interior.
- Yanks Air Museum em Chino, Califórnia, tem um (Número de série R-4B 43-46534) em seu hangar, em restauração.